# Линия D (Лионский метрополитен)
Линия D (фр. Ligne D) Лионского метрополитена пересекает весь город с северо-запада на юго-восток, проходя под реками Соной и Роной. На линии 15 станций (из них 3 — пересадочных). Это самая длинная и глубокая линия Лионского метрополитена, её протяжённость — 12,5 км. Среднее расстояние между станциями — 900 м. 
Линия D — одна из первых линий метрополитена в мире, поезда на которой движутся в полностью автоматическом режиме, без машиниста. 
Станции линии D также отличается от других тем, что они были специально разработаны 11 архитекторами, постаравшимися придать каждой из станций свой особенный облик, связанный с историей или атмосферой того квартала, в котором станция расположена.

## Станции
- Гар де Вэз (Gare de Vaise)
- Вальми (Valmy)
- Горж де Лу (Gorge de Loup)
- Вьё Лион — Катедраль Сен-Жан (Vieux Lyon — Cathédrale Saint-Jean) > пересадка на линии F1 и F2 фуникулёра
- Белькур (Bellecour) > пересадка на Линию A
- Гийотьер — Габриэль Пери (Guillotière — Gabriel Péri)
- Сакс — Гамбетта (Saxe — Gambetta) > пересадка на Линию B
- Гарибальди (Garibaldi)
- Сан-Суси (Sans Souci)
- Монплезир — Люмьер (Monplaisir — Lumière)
- Гранж Бланш (Grange Blanche)
- Лаэннек (Laënnec)
- Мермоз — Пинель (Mermoz — Pinel)
- Парийи (Parilly)
- Гар де Венисьё (Gare de Vénissieux)

## Подвижной состав
В час пик на линии работают 30 автоматических составов на шинном ходу Alstom MPL 85 выпуска 1985 года. Каждый состав рассчитан на перевозку 325 пассажиров и имеет 72 сидячих места.
Линию обслуживает депо Тиоле, в котором имеются 36 составов Alstom MPL 85.

## Краткая история
- 9 сентября 1991 — открытие участка Горж де Лу → Гранж Бланш
- 11 декабря 1992 — открытие участка Гранж Бланш → Гар де Венисьё
- 28 апреля 1997 — открытие участка Горж де Лу → Гар де Вэз